# Wendell Hayes

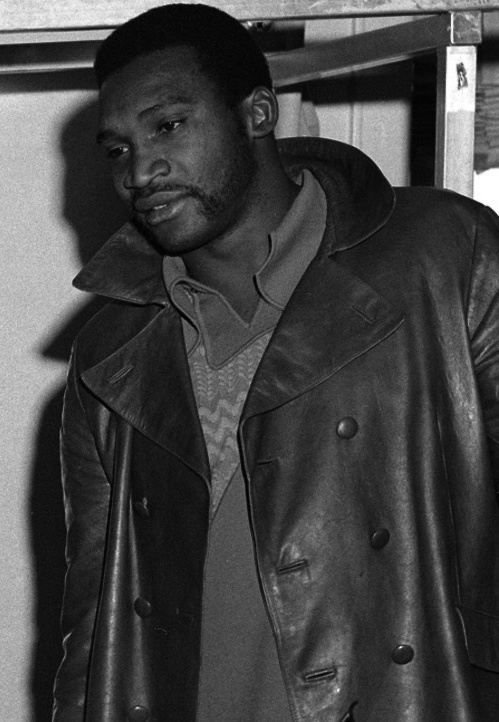

Wendell Hayes é um ex-jogador profissional de futebol americano estadunidense.

## Carreira
Wendell Hayes foi campeão da Super Bowl IV jogando pelo Kansas City Chiefs.